# Drienčany
Drienčany (węg. Derencsény) – wieś (obec) na Słowacji położona w kraju bańskobystrzyckim, w powiecie Rymawska Sobota. Pierwsze wzmianki o miejscowości pochodzą z roku 1291.
Według danych z dnia 31 grudnia 2012, wieś zamieszkiwało 241 osób, w tym 110 kobiet i 131 mężczyzn.
W 2001 roku pod względem narodowości i przynależności etnicznej 96,8% mieszkańców stanowili Słowacy, a 3,2% Węgrzy.
Ze względu na wyznawaną religię struktura mieszkańców kształtowała się w 2001 roku następująco:
- Katolicy rzymscy – 17,2%
- Ewangelicy – 52,4%
- Ateiści – 8,4%
- Nie podano – 20%